# Acanthochitona leopoldi
Acanthochitona leopoldi är en blötdjursart som först beskrevs av Eugène Leloup 1933.  Acanthochitona leopoldi ingår i släktet Acanthochitona och familjen Acanthochitonidae. Inga underarter finns listade i Catalogue of Life.